# Chevigney-sur-l'Ognon
Chevigney-sur-l'Ognon är en kommun i departementet Doubs i regionen Bourgogne-Franche-Comté i östra Frankrike. Kommunen ligger i kantonen Audeux som tillhör arrondissementet Besançon. År 2022 hade Chevigney-sur-l'Ognon 294 invånare.

## Befolkningsutveckling
Antalet invånare i kommunen Chevigney-sur-l'Ognon
Referens:INSEE